# All Eyez on Me (film)
Ne doit pas être confondu avec All Eyez on Me.
Pour plus de détails, voir Fiche technique et Distribution.
All Eyez on Me est un film américain réalisé par Benny Boom (en), sorti en 2017. Il s'agit d'un film biographique sur le rappeur américain Tupac Shakur.

## Synopsis
En 1995, alors que le rappeur Tupac Shakur purge sa peine pour les crimes dont il a été reconnu coupable (dont un viol) dans la prison de Dannemora, un réalisateur et son équipe viennent l'interviewer. Il leur raconte son enfance, sa relation avec sa mère Afeni, ses débuts dans le rap ou encore ses débuts au cinéma avec Juice, son amitié avec The Notorious B.I.G., jusqu'au braquage comploté contre lui. Ce film retrace sa vie de son enfance jusqu’à sa mort tragique.

## Fiche technique
Sauf indication contraire, les informations mentionnées dans cette section peuvent être confirmées par la base de données cinématographiques IMDb,  présente dans la section « Liens externes ».
- Titre original : All Eyez on Me
- Réalisation : Benny Boom (en)
- Scénario : Ed Gonzalez et Jeremy Haft
- Direction artistique : John Richardson
- Décors : Derek R. Hill
- Costumes : Francine Jamison-Tanchuck
- Photographie : Peter Menzies Jr.
- Montage : Joel Cox
- Musique : John Paesano
- Production : Lenton Terrell Hutton, David C. Robinson, James G. Robinson

Producteurs délégués : Michael I. Rachmil et Afeni Shakur
- Société de production : Morgan Creek Productions
- Société de distribution : Open Road Films (en) (États-Unis)
- Budget : 45 millions de dollars[1]
- Pays de production :  États-Unis
- Langue originale : anglais
- Format : couleur
- Genre : biopic, drame
- Durée : 140 minutes
- Dates de sortie[2] :
  - Belgique : 14 juin 2017
  - États-Unis : 16 juin 2017
  - France : 19 octobre 2017 (diffusion sur Netflix[3])

## Distribution
- Demetrius Shipp Jr. (VFB : Maxime Van Santfoort) : Tupac Shakur
- Danai Gurira (VFB : Mélanie Dermont) : Afeni Shakur
- Lauren Cohan : Leila Steinberg
- Jamie Hector : Mutulu Shakur
- Annie Ilonzeh : Kidada Jones
- Jamal Woolard (VFB : Brahim Waabach) : The Notorious B.I.G.
- Kat Graham : Jada Pinkett
- Dominic L. Santana (VFB : Claudio Dos Santos) : Suge Knight
- Grace Gibson : Faith Evans
- Stefon Washington : Puff Daddy
- Money-B : lui-même
- Clifton Powell : Floyd
- Johnell Young : Ray Luv
- Jermel Howard : Mopreme Shakur
- Azad Arnaud : Daz Dillinger
- Jarrett Ellis (VFB : Pierre Le Bec) : Snoop Dogg
- Erica Pinkett (VFB : Alicia Frochisse) : Briana Jackson
- Keith Robinson : Atron Gregory
- Chris Clarke (VFB : Thomas Coumans) : Shock G
- Rayven Symone Ferrell : Sekyiwa Shakur
- Rayan Lawrence : Treach
- James Hatter III : Yaki Kadafi
- Jermaine Carter : Hussein Fatal
- E.D.I. Mean : lui-même
- Young Noble : lui-même
- E. Roger Mitchell (VFB : Philippe Résimont) : l'avocat de Tupac Shakur
- DeRay Davis : Legs
- Patrick Faucette : Oliver
- Harold House Moore : Dr. Dre
- Hill Harper (VFB : Karim Barras) : le journaliste
- Cory Hardrict (VFB : Nicolas Matthys) : Nigel
- Brandon Sauve (VFB : Philippe Allard) : Ted Field
- Maino : le tireur
- Albert Daniels : A.B.
- Phil Armijo : Johnny "J" (en)

Version française
- - Studio de doublage : Cinéphase
  - Direction artistique : Bruno Buidin
  - Adaptation : Pierre-Henri Guénot

## Production

### Genèse et développement
En février 2011, il est annoncé que Morgan Creek Productions développe un film biographique sur le rappeur Tupac Shakur, intitulé Tupac, de son enfance à sa mort en 1996. Antoine Fuqua est alors annoncé comme réalisateur avec un script écrit par Steven Bagatourian, Stephen J. Rivele et Christopher Wilkinson. Le film sera produit notamment par Afeni Shakur, la mère du rappeur. La production doit alors débuter à l'été 2011. Universal Pictures décroche les droits de la distribution américaine. En septembre 2013, Emmett/Furla Oasis (en) rejoint ensuite le projet pour le cofinancer avec Morgan Creek. Ed Gonzalez et Jeremy Haft écrivent ensuite la version définitive du scénario.
En février 2014, John Singleton signe finalement un contrat pour réécrire le film, le produire et le réaliser. En avril 2014, Open Road Films acquiert les droits de distribution américains. En avril 2015, John Singleton quitte finalement le projet pour différends artistiques. Carl Franklin est envisagé pour le remplacer. En octobre 2015, il est révélé que la société Emmett/Furla/Oasis poursuit en justice Morgan Creek pour non-respect du contrat signé en septembre 2013.
En novembre 2015, il est annoncé que le réalisateur de clips, Benny Boom, mettra en scène le film. En décembre 2015, le film est rebaptisé All Eyez On Me.

### Attribution des rôles
L'inconnu Demetrius Shipp Jr. est officialisé dans le rôle principal en décembre 2015,.
Jamal Woolard avait déjà incarné le rival de Tupac, The Notorious B.I.G., dans le film Notorious B.I.G. sorti en 2009. Tupac y apparait alors sous les traits d'Anthony Mackie.
En janvier 2016, Danai Gurira décroche le rôle d'Afeni Shakur. Kat Graham décroche peu de temps après le rôle de l'actrice Jada Pinkett, une amie de Tupac rencontrée à la Baltimore School for the Arts. Dominic L. Santana est ensuite choisi pour incarner le producteur Suge Knight. Toujours en janvier, Jamie Hector obtient le rôle de Mutulu Shakur, le beau-père de Tupac. Lauren Cohan rejoint la distribution pour le rôle de Leila Steinberg (en), personne-clef dans la vie de Tupac. Il est révélé que le rappeur Money-B (en) jouera son propre rôle. Grace Gibson est ensuite annoncée pour camper la femme de Biggie, Faith Evans. Keith Robinson décroche quant à lui le rôle d'Atron Gregory, fondateur de TNT Records.
En février 2016, Annie Ilonzeh rejoint la distribution pour jouer Kidada Jones, petite-amie du rappeur à sa mort.

### Tournage
Le tournage a eu lieu entre Atlanta, Las Vegas et Los Angeles.

## Sortie et accueil
Le film rencontre un accueil négatif des critiques professionnels, obtenant un taux d'approbation de 16 % sur le site Rotten Tomatoes, pour 68 critiques collectées et une moyenne de 4,3/10. Sur le site Metacritic, il obtient un score de 38⁄100, pour 20 critiques collectées. Lors de sa sortie en salles, il prend la troisième place du box-office américain lors de son premier week-end à l'affiche avec 26 435 354 $, performance honorable malgré le fait d'être devancé par Cars 3 et Wonder Woman et les mauvaises critiques.
Dès sa sortie, le film peine à convaincre les premiers spectateurs, qui dénoncent des incohérences grossières. D'autres personnalités, telles que Jada Pinkett Smith et 50 Cent, se sont exprimés sur le film, notamment en parlant de la véracité de certains événements. Pour les fans, il s'agit d'une désillusion pour un film voulant surfer sur la mode des longs métrages sur les rappeurs populaires (8 Mile, Get Rich or Die Tryin', Notorious et Straight Outta Compton).
Sur son compte Twitter, Jada Pinkett Smith a déclaré que le film contenait de nombreuses inexactitudes concernant sa relation avec Tupac et pourquoi il est parti pour Los Angeles,. Smith a affirmé que Tupac n'a jamais lu le poème qu'il a lu à son personnage dans le film et qu'elle ne savait pas qu'il existait jusqu'à sa publication dans son livre. Elle a également déclaré qu'elle n'a jamais assisté à l'un des spectacles de Tupac à sa demande et qu'il n'y avait pas de dispute entre eux dans les coulisses. Elle a cependant fait l'éloge des performances de Shipp et Graham.
Sean Combs et Suge Knight donnent leurs bénédictions au film, louant leurs représentations sélectives.
En France, le film ne sort pas en salles mais est disponible sur Netflix dès le 19 octobre 2017.